# 1958 en hockey sur glace
Cette page présente les éléments de hockey sur glace de l'année 1958, que ce soit d'un point de vue rencontres internationales ou championnats nationaux. Les grandes dates des différentes compétitions sont données ainsi que les décès de personnalités du hockey mondial.

## International

### Championnats du monde
- 28 février  : début du 25e championnat du monde à Oslo en Norvège.
- 9 mars : l'URSS, s'incline devant les canadiens, qui avec 7 victoires en autant de match, remportent leur 17e titre mondial[1].

## Autres Évènements

### Fondations de club
- EHC Wietersdorf (Autriche)
- ERC Sonthofen 99 (Allemagne)
- HC Franches Montagnes (Suisse)
- KH Sanok (Pologne)
- PePo Hockey (Finlande)
- Yermak Angarsk (Russie)

### Décès
- 10 novembre : décès de Billy Boucher, joueur ayant remporté la Coupe Stanley avec les Canadiens de Montréal en 1924.